# Fredrik Jensen (fotbollsspelare)
Fredrik Jensen, född 9 september 1997, är en finlandssvensk fotbollsspelare som spelar för Aris.

## Biografi
Fredrik Jensen växte upp i Borgå. Vid sidan om fotboll spelade han också innebandy och handboll, men valde fotbollen. När han började spela för FC Honka fick han möjlighet att resa i Europa och se olika lag spela, i Tyskland, Italien och Holland. Hans bror Richard spelar också fotboll i Europa.

## Klubbkarriär
Jensen spelade som junior för FC Futura, FC Honka och HJK Helsingfors. I september 2013 skrev han på för FC Twente. Jensen debuterade i Eredivisie den 6 augusti 2016 i en 2–1-förlust mot Excelsior.
Den 27 juni 2018 värvades Jensen av FC Augsburg, där han skrev på ett femårskontrakt. I januari 2023 förlängde Jensen sitt kontrakt i klubben fram till sommaren 2025.

## Landslagskarriär
Jensen debuterade för Finlands landslag den 28 mars 2017 i en 1–1-match mot Österrike, där han byttes in i den 59:e minuten mot Janne Saksela.